# Pratt & Whitney Rocketdyne
La Pratt & Whitney Rocketdyne (PWR) è stata una compagnia statunitense che progettava e produceva motori a razzo a propellente liquido. Con base a Canoga Park, nella San Fernando Valley, la Pratt & Whitney Rocketdyne è stata una divisione della Pratt & Whitney, società sussidiaria della multinazionale United Technologies Corporation fino al 2013, quando venne venduta alla GenCorp e fusa per incorporazione nella Aerojet Rocketdyne.

## Storia

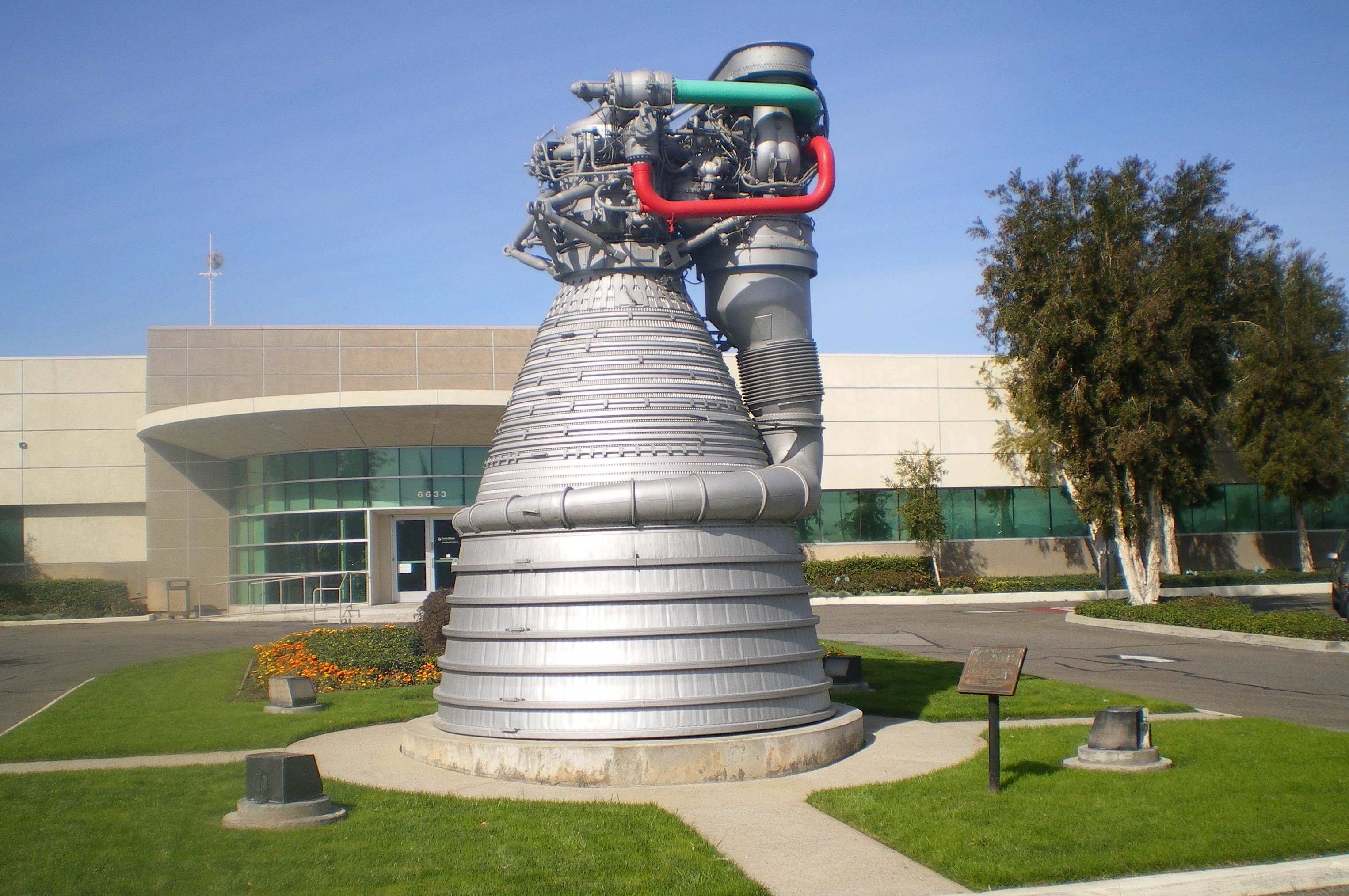
Pratt & Whitney Rocketdyne, sede di Canoga Park.

La compagnia venne fondata dalla North American Aviation (NAA). Nel 1967, la NAA e la Rocketdyne si fusero con la Rockwell Corporation per dare vita alla North American Rockwell, diventata più tardi parte della Rockwell International.
Nell'immediato dopoguerra, la Rocketdyne studiò le V-2 tedesche per adattare il loro motore a razzo agli standard costruttivi statunitensi, secondo le specifiche SAE. Lo stesso motore delle V-2 fornì la base di partenza per il missile da crociera North American SM-64 Navaho. Nel 1950 lo scoppio della Guerra di Corea diede un maggior impulso al progetto, che venne però cancellato verso la fine degli anni cinquanta a causa degli scarsi risultati in favore del più performante PGM-11 Redstone. Il motore della Rocketdyne, comunque, si dimostrò più affidabile ed il Redstone venne così ridisegnato nella versione A-5, pur se con un raggio d'azione più limitato. Quando nel 1955 la produzione del Redstone iniziò, la Rocketdyne venne separata dalla NAA.

### Thor, Delta, Atlas
Parallelamente allo sviluppo della serie A derivata dalle V-2, la Rocketdyne progettò un nuovo motore, l'S-3, per il missile PGM-19 Jupiter, evoluzione del Redstone. L'S-3 venne poi usato per la nuova classe di missili Thor. Versioni potenziate dello stesso motore (LR89/LR105) furono installati sulla serie Atlas. I missili Thor ebbero una breve carriera in campo militare, ma vennero usati come lanciatori di satelliti tra gli anni cinquanta e sessanta in numerose versioni. Una di queste, il Thor Delta, venne presa come base di partenza dell'attuale serie Delta, anche se dalla fine degli anni sessanta in poi i Delta non avevano praticamente nulla in comune con i Thor. Anche il motore venne profondamente rivisto nella versione RS-27, sostituendo con un'unica unità il cluster di tre motori montati sull'Atlas.
Anche gli Atlas ebbero una breve parentesi militare come arma di deterrenza, ma la serie di razzi che ne derivò divenne uno dei più importanti sistemi di lancio orbitale per diversi decenni a seguire, a partire dal programma Mercury fino ai moderni lanciatori Atlas V, ancora in produzione ed esercizio.

### NASA

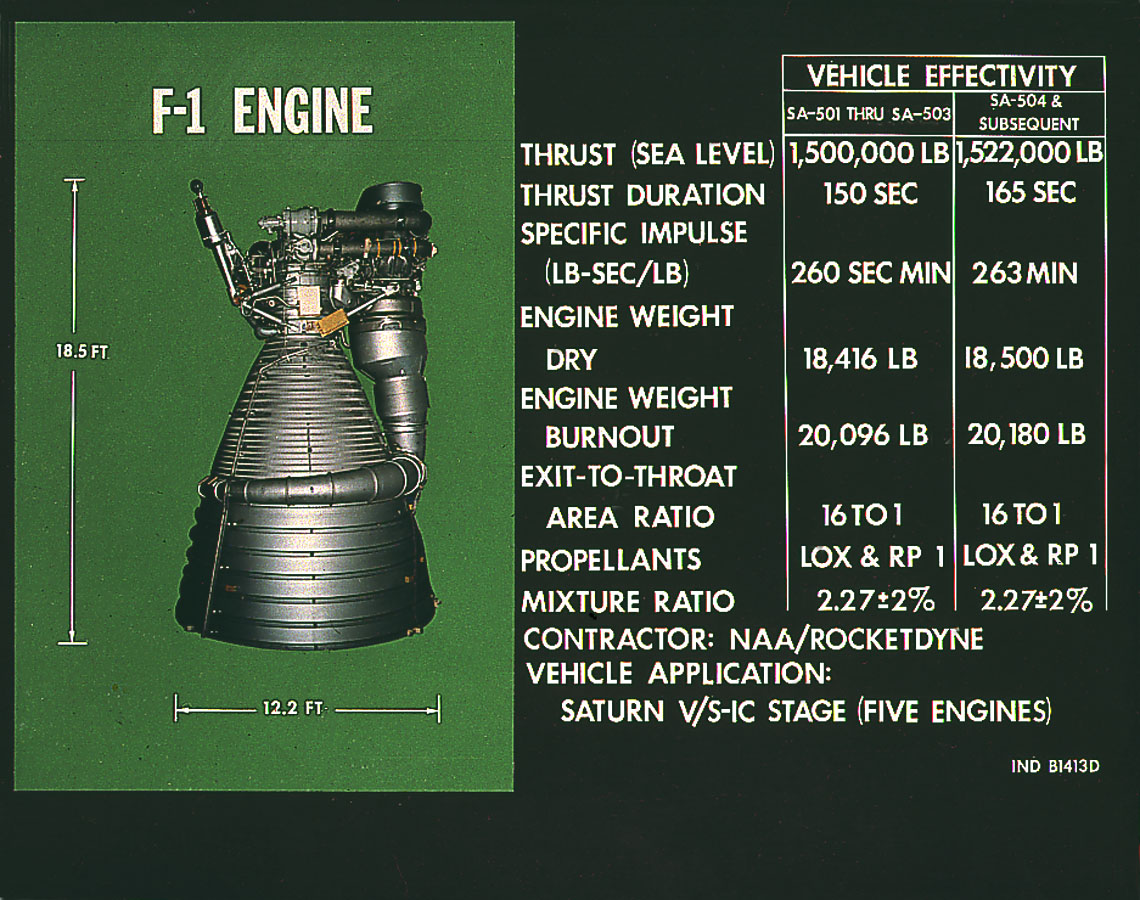
Il motore F-1, uno dei più potenti endoreattori finora costruiti.

La Rocketdyne divenne uno dei principali fornitori della NASA, progettando e producendo i motori principali del Saturno (e il suo proposto successore Nova). Il motore H-1 fu usato nello stadio principale del Saturn I. Cinque motori F-1 erano installati nel primo stadio (l'S-IC) del Saturn V, mentre altri cinque J-2 spingevano il suo secondo stadio (S-II) e un altro J-2 il terzo stadio (S-IVB). Nel 1965 la Rocketdyne costruì la maggior parte dei motori prodotti negli Stati Uniti, tranne i Titan, impiegando fino a 65 000 dipendenti. La crescita sembrava destinata a continuare negli anni settanta, quando la Rocketdyne si aggiudicò il contratto per la fornitura dei motori principali dello Space Shuttle. L'improvvisa cancellazione di altri contratti militari e civili, però, portò al ridimensionamento della compagnia. La North American Aviation, che in sostanza era un costruttore di navette spaziali quasi completamente legato al programma dello Space Shuttle, si fuse con la Rockwell Corporation nel 1966 per formare la North American Rockwell Company (che pochi anni dopo venne rinominata Rockwell International), e la Rocketdyne rimase una sua consociata.
Nel novembre 2010, la Pratt & Whitney Rocketdyne è stata scelta dalla NASA come possibile partner per progettare un sistema di lancio orbitale ad alto payload e sviluppare nuove tecnologie propulsive.

### Generatori di potenza
Oltre alla sua principale attività nel campo della costruzione di motori a razzo, la Rocketdyne ha sviluppato sistemi di controllo e generazione di potenza. Tra questi vi erano i primi esperimenti di generazione di potenza con reattori nucleari, generatori termoelettrici a radioisotopi (RTG) e sistemi ad energia solare, incluso il sistema elettrico principale della Stazione spaziale internazionale.

Con la vendita alla Pratt & Whitney, le attività di produzione di energia della Rocketdyne furono trasferite alla Hamilton Sundstrand, un'altra consociata della United Technologies Corporation. Il know-how della Rocketdyne nel campo dei collettori solari a sali fusi per centrali elettriche basate sul solare termico tipo Solar Project è stato portato in dote alla SolarReserve.

### Ridimensionamento e chiusura
Tra gli anni ottanta e novanta, la Rockwell International si liberò di diversi rami d'azienda della vecchia North American Rockwell Corporation. Il primo ad essere dismesso fu, nel 1980, la divisione General Aviation, seguito nel 1983 dalla Sabreliner, attiva nel campo dei business jet. La parte aerospaziale della Rockwell International, incluse NAA e Rocketdyne, furono vendute alla Boeing nel 1996. La Rocketdyne fu inglobata nella parte militare della Boeing. Nel febbraio 2005 la Boeing raggiunse un accordo con la Pratt & Whitney per la vendita della Rocketdyne Propulsion & Power, firmato il 2 agosto 2005.
Nel luglio del 2012, la United Technologies Corporation accettò l'offerta della GenCorp per la vendita della Pratt & Whitney Rocketdyne. La GenCorp, che già deteneva la maggioranza della Aerojet, perfezionò l'acquisto nel giugno del 2013, fondendo le due compagnie per formare la Aerojet Rocketdyne.